# قشاوة (صعفان)

تعديل مصدري - تعديل

قشاوة هي إحدى قرى عزلة بني عراف بمديرية صعفان التابعة لمحافظة صنعاء، بلغ تعداد سكانها 219 نسمة حسب تعداد اليمن لعام 2004.